# Legio XIIII Gemina
La Legio XIV Gemina Martia Victrix era una legione romana arruolata da Augusto dopo il 41 a.C. Il cognomen Gemina (in latino "gemella") suggerisce che la legione sia nata dall'unione di due legioni già esistenti. Una di esse potrebbe essere la XIV legione che combatté nella battaglia di Alesia. Il cognomen Martia Victrix ("vincitrice marziale") fu aggiunto da Nerone in seguito alla vittoria su Boadicea. Il simbolo della legione era il Capricorno, come la maggior parte delle legioni arruolate da Augusto.

## Storia

### Da Cesare ad Augusto (57 a.C. - 14 d.C.)
La legione XIV Gemina deriverebbe dalla legio XIV di Cesare che la formò nel 57 a.C. e congedò dopo il 46 a.C.. Fu nuovamente arruolata da Ottaviano nel 41 a.C. Dopo la battaglia di Azio si trovava in Gallia sotto il proconsole Marco Valerio Messalla Corvino (nel 28 a.C.), posizionata probabilmente prima in Aquitania (ad Aulnay come risulta da alcune iscrizioni, a costituire una "riserva strategica" durante le guerre cantabriche) fino al 19 a.C., poi nel territorio dei Lingoni a Mirebeau-sur-Bèze, dove rimase fino al 13 a.C. quando fu trasferita sul Reno a Mogontiacum. Prese parte alle campagne di Germanico contro le tribù germaniche tra il 14 e il 16.

### Dai Giulio-Claudi ai Flavi
La XIV Gemina Martia Victrix fu una delle legioni impiegate da Aulo Plauzio e da Claudio per l'invasione della Britannia nel 43, e prese parte alla guerra contro Boadicea, conclusasi vittoriosamente per i romani nel 60 o 61. Nel 68 fu dislocata nella Gallia Narbonensis.
Nell'89 il governatore della Germania Superior, Lucio Antonio Saturnino, si ribellò a Domiziano, con il supporto della XIV e della XXI Rapax, ma la rivolta fu soffocata. Nel 92, la XIV Gemina fu mandata in Pannonia per sostituire la XXI Rapax e si accampò a Mursa.

### Da Traiano a Settimio Severo
Dopo aver partecipato ad un conflitto contro i Sarmati, la legione venne spostata prima ad Aquincum, poi a Vindobona ed infine a Carnuntum (sotto l'imperatore Traiano, attorno al 102-106), dove sarebbe rimasta per tre secoli. Alcuni distaccamenti della XIV combatterono nelle guerre contro i popoli della Mauretania, sotto Antonino Pio, e la legione partecipò alle campagne partiche di Lucio Vero. Durante la sua guerra contro i Marcomanni, l'imperatore Marco Aurelio pose il suo accampamento a Carnuntum.
Nel 193, dopo la morte di Pertinace, il comandante della XIV, Settimio Severo, fu acclamato imperatore dalle sue legioni pannoniche. La XIV Gemina combatté per il suo imperatore nella marcia verso Roma per attaccare l'usurpatore Didio Giuliano (193), contribuì alla sconfitta dell'usurpatore Pescennio Nigro (194), e probabilmente partecipò alla campagna partica che si concluse con il saccheggio della capitale dell'impero partico, Ctesifonte (198).

### III secolo
Nei tumulti susseguenti alla sconfitta di Valeriano, la XIV Gemina sostenne l'usurpatore Regaliano contro l'imperatore Gallieno (260), poi Gallieno contro Postumo dell'Impero delle Gallie (guadagnandosi il titolo di VI Pia VI Fidelis — "sei volte fedele, sei volte leale"), e, dopo la morte di Gallieno, l'imperatore gallico Vittorino (269-271).

### IV e V secolo

Scudo dei Quartodecimani, una legione comitatensis sotto il comando del Magister militum per Thracias, ricostruito in base alla Notitia Dignitatum.

Agli inizi del V secolo, la XIV Gemina si trovava ancora a Carnuntum. Si sciolse probabilmente in contemporanea alla caduta del confine sul Danubio intorno agli anni 30 del V secolo. La Notitia Dignitatum menziona una unità Quartodecimani comitatensis sotto il comando del Magister militum per Thracias; è possibile che questa unità fosse la XIV Gemina.